# マックス・クーパー
マックス・デイル・クーパー（Max Dale Cooper、1933年8月28日 - ）は、アメリカ合衆国の生物学者。エモリー大学教授。哺乳類の2つの主要なリンパ球（T細胞およびB細胞）の存在を実証し、生体制御システムとして普遍的に重要であることを発見した。
ミシシッピ州出身。1955年ミシシッピ大学卒業後、1957年テュレーン大学からM.D.を取得。1967年アラバマ大学バーミンガム校教授、1988年から2006年までハワード・ヒューズ医学研究所に研究員として在籍。2008年から現職。2017年王立協会外国人会員選出。

## 主な受賞歴
- 2008年 アベリー・ラントシュタイナー賞（ドイツ免疫学会）
- 2010年 ロベルト・コッホ賞
- 2018年 日本国際賞[1]
- 2019年 アルバート・ラスカー基礎医学研究賞

## 参照
- Max Dale Cooper
- Max Dale Cooper, MD